# Iglesia ortodoxa de la Presentación del Señor (Tenerife)
La iglesia de la Presentación del Señor (en ruso: Храм Сретения Господня) es un templo en construcción perteneciente a la Iglesia ortodoxa rusa, bajo la autoridad del Patriarcado de Moscú, pertenece a la Diócesis de Madrid y Lisboa. Se encuentra en el municipio de Adeje, en el suroeste de la isla de Tenerife (España) y se trata del primer templo ortodoxo construido en las Islas Canarias, así como el tercero en España, tras otros dos de la Comunidad Valenciana y Madrid respectivamente.

## Historia
Las primeras comunidades de religión cristiana ortodoxa que se asentaron en las Islas Canarias de manera permanente lo hicieron en épocas relativamente recientes, la mayoría de ellas a principios del siglo XXI.
Una decisión del Santo Sínodo de la Iglesia rusa el 7 de mayo de 2003 estableció una parroquia ortodoxa en honor a la Presentación del Señor en Tenerife. La parroquia recién formada fue aceptada en la Diócesis de Corsún de la Iglesia ortodoxa rusa, y posteriormente pasaría a formar parte de la Diócesis de Madrid y Lisboa. El registro oficial de la parroquia por parte de la sede central en Madrid de la Iglesia ortodoxa rusa en España tuvo lugar en 2008.
En mayo de 2011 se tomó la decisión de enviar un clérigo permanente a la isla y el sacerdote Vasily Fedik fue nombrado rector de la parroquia. Como todavía no había templo propio en ese momento, inicialmente se comenzó a utilizar la iglesia de San Sebastián en La Caleta (templo católico). En agosto de 2011, el rector de la parroquia, se reunió con el obispo católico Monseñor Bernardo Álvarez Afonso y el alcalde de Adeje, Miguel Fraga, para tratar la asignación de tierras para la construcción de la nueva iglesia de la Presentación del Señor. Más tarde, en septiembre de ese mismo año a la comunidad ortodoxa se le concedió el uso parcial de la iglesia católica de Cristo Salvador en la zona de Callao Salvaje.
En agosto de 2019 tuvo lugar la colocación de la piedra fundamental con presencia del arzobispo de la Diócesis de Madrid y Lisboa, Néstor Sirotenko, el vicario general de la Diócesis de San Cristóbal de La Laguna (diócesis católica local) Víctor Álvarez, el alcalde de Adeje Miguel Fraga y el párroco de la nueva parroquia Vasily Fedik. Durante la ceremonia, el arzobispo ortodoxo Néstor Sirotenko expresó su deseo de que la vía que llega al futuro templo lleve el nombre del santo ortodoxo San Juan de Shanghái y San Francisco, notable obispo ortodoxo de Europa Occidental.
La nueva iglesia se construirá junto a un centro cultural y sobre una superficie de 2.400 metros cuadrados en la zona de La Enramada, en La Caleta de Adeje. La elección del lugar es significativa también para el propio sur de Tenerife, pues cerca se encuentra la cueva de la Virgen de la Encarnación (patrona católica del municipio de Adeje) y de la antigua ermita del siglo XVI, en donde comenzó la cristianización del extremo sur de la isla de Tenerife. Se espera que tras su terminación, el nuevo templo sea consagrado con la presencia, entre otros, del embajador de Rusia en España, Yury Korcharguin.
La nueva iglesia ortodoxa de la Presentación del Señor fue diseñada por el arquitecto español Jorge Mosquera Panyagua y será la sede principal de la Iglesia ortodoxa rusa en Canarias.

## Otros datos
La advocación titular del templo rinde homenaje a la propia isla de Tenerife y al archipiélago canario. Pues hace referencia a la Presentación de Jesús en el Templo de Jerusalén cuarenta días después de nacido. Precisamente, la Virgen de Candelaria, santa patrona de las Islas Canarias en la Iglesia católica, recuerda el mismo acontecimiento bíblico. La Iglesia católica celebra la festividad de la Presentación del Señor o La Candelaria el 2 de febrero (calendario gregoriano), mientras que la Iglesia ortodoxa celebra la misma fiesta el 15 de febrero (calendario juliano).
La iglesia contará con iconos y reliquias de santos ortodoxos, tales como San Amphilochius de Pochayiv, San Job de Počajiv, San Lucas de Simféropol y Santa Matrona de Moscú.